# Rajdowe Samochodowe Mistrzostwa Polski 2016
Rajdowe Samochodowe Mistrzostwa Polski 2016, a właściwie Castrol Inter Cars Rajdowe Samochodowe Mistrzostwa Polski 2016 to kolejny sezon rajdów samochodowych rozgrywanych w roku 2016, mających na celu wyłonienie najlepszego kierowcy wraz z pilotem na polskich drogach. Sponsorami tego sezonu rajdowego były firmy Castrol i Inter Cars, a partnerem strategicznym firma KYB.

## Kalendarz[1]
Polski Związek Motorowy opublikował na swojej stronie oficjalny kalendarz sportu samochodowego w Polsce na sezon 2016. W porównaniu do poprzedniego sezonu z harmonogramu mistrzostw wypadły dwie imprezy Rajd Wisły, z powodów finansowych i Rajd Karkonoski.
| Runda | Data             | Nazwa rajdu                        | Baza rajdu     | Nawierzchnia | Zwycięzca            |
| ----- | ---------------- | ---------------------------------- | -------------- | ------------ | -------------------- |
| 1     | 15–17 kwietnia   | 44. Rajd Świdnicki KRAUSE          | Świdnica       | Asfalt       | Grzegorz Grzyb       |
| 2     | 27–29 maja       | 12. Rajd Gdańsk Castrol Inter Cars | Sopot          | Szuter       | Filip Nivette        |
| 3     | 4–6 sierpnia     | 25. Rajd Rzeszowski                | Rzeszów        | Asfalt       | Kajetan Kajetanowicz |
| 4     | 16–18 września   | 4. Rajd Nadwiślański               | Puławy         | Asfalt       | Jakub Brzeziński     |
| 5     | 6–8 października | 50. Rajd Dolnośląski               | Polanica-Zdrój | Asfalt       | Filip Nivette        |
| 6     | 3–5 listopada    | 3. Rajd Arłamów                    | Arłamów        | Mieszana     | Mariusz Stec         |

## Wyniki
| Runda | Nazwa Rajdu                                          | Podium  | Podium               | Podium                   | Podium    |
| Runda | Nazwa Rajdu                                          | Miejsce | Kierowca             | Samochód                 | Czas      |
| ----- | ---------------------------------------------------- | ------- | -------------------- | ------------------------ | --------- |
| 1     | Rajd Świdnicki KRAUSE (15–17 kwietnia) — Wyniki      | 1       | Grzegorz Grzyb       | Ford Fiesta R5           | 1:16:57,1 |
| 1     | Rajd Świdnicki KRAUSE (15–17 kwietnia) — Wyniki      | 2       | Jakub Brzeziński     | Ford Fiesta R5           | +24,0     |
| 1     | Rajd Świdnicki KRAUSE (15–17 kwietnia) — Wyniki      | 3       | Jarosław Kołtun      | Ford Fiesta R5           | +2:22,7   |
|       |                                                      |         |                      |                          |           |
| 2     | Rajd Gdańsk Castrol Inter Cars (27–29 maja) — Wyniki | 1       | Filip Nivette        | Skoda Fabia R5           | 1:16:33,8 |
| 2     | Rajd Gdańsk Castrol Inter Cars (27–29 maja) — Wyniki | 2       | Jarosław Kołtun      | Ford Fiesta R5           | +1,1      |
| 2     | Rajd Gdańsk Castrol Inter Cars (27–29 maja) — Wyniki | 3       | Łukasz Habaj         | Ford Fiesta R5           | +25,6     |
|       |                                                      |         |                      |                          |           |
| 3     | Rajd Rzeszowski (4–6 sierpnia) — Wyniki              | 1       | Kajetan Kajetanowicz | Ford Fiesta R5           | 2:01:37,1 |
| 3     | Rajd Rzeszowski (4–6 sierpnia) — Wyniki              | 2       | Bryan Bouffier       | Citroën DS3 R5           | +46,0     |
| 3     | Rajd Rzeszowski (4–6 sierpnia) — Wyniki              | 3       | Grzegorz Grzyb       | Ford Fiesta R5           | +3:37,6   |
|       |                                                      |         |                      |                          |           |
| 4     | Rajd Nadwiślański (16–18 września) — Wyniki          | 1       | Jakub Brzeziński     | Ford Fiesta R5           | 1:27:54,1 |
| 4     | Rajd Nadwiślański (16–18 września) — Wyniki          | 2       | Grzegorz Grzyb       | Ford Fiesta R5           | +15,8     |
| 4     | Rajd Nadwiślański (16–18 września) — Wyniki          | 3       | Zbigniew Gabryś      | Ford Fiesta R5           | +2:15,1   |
|       |                                                      |         |                      |                          |           |
| 5     | Rajd Dolnośląski (6–8 października) — Wyniki         | 1       | Filip Nivette        | Skoda Fabia R5           | 1:30:10,5 |
| 5     | Rajd Dolnośląski (6–8 października) — Wyniki         | 2       | Jakub Brzeziński     | Ford Fiesta R5           | +44,7     |
| 5     | Rajd Dolnośląski (6–8 października) — Wyniki         | 3       | Grzegorz Grzyb       | Skoda Fabia R5           | +1:25,7   |
|       |                                                      |         |                      |                          |           |
| 6     | Rajd Arłamów (3–5 listopada) — Wyniki                | 1       | Mariusz Stec         | Ford Fiesta Proto        | 1:25:20,2 |
| 6     | Rajd Arłamów (3–5 listopada) — Wyniki                | 2       | Łukasz Kotarba       | Mitsubishi Lancer Evo IX | +1:38,6   |
| 6     | Rajd Arłamów (3–5 listopada) — Wyniki                | 3       | Tomasz Gryc          | Peugeot 208 R2           | +1:59,8   |
|       |                                                      |         |                      |                          |           |

## Klasyfikacja generalna kierowców RSMP w sezonie 2016[5]
Punkty otrzymuje 10 pierwszych zawodników, którzy ukończą rajd, według klucza:
| Miejsce | 1  | 2  | 3  | 4  | 5  | 6 | 7 | 8 | 9 | 10 |
| Punkty  | 25 | 18 | 15 | 12 | 10 | 8 | 6 | 4 | 2 | 1  |

Przyznawane są także punkty za ostatni odcinek specjalny zwany Power Stage: za zwycięstwo – 3, drugie miejsce – 2 i trzecie – 1 punkt. W tabeli uwzględniono miejsce, które zajął zawodnik w poszczególnym rajdzie, a w indeksie górnym umieszczono punkty za uzyskane miejsce w rajdzie i punkty za ostatni odcinek specjalny tzw. Power Stage. Zgodnie z regulaminem RSMP (punkt 19,1) w klasyfikacji rocznej RSMP sklasyfikowani byli zawodnicy, którzy zostali sklasyfikowani w minimum dwóch rajdach w sezonie.
| Poz. | Kierowca             | Świdnicki | Gdańsk | Rzeszowski | Nadwiślański | Dolnośląski | Arłamów | Suma punktów |
| ---- | -------------------- | --------- | ------ | ---------- | ------------ | ----------- | ------- | ------------ |
| 1    | Grzegorz Grzyb       | 125+3     | 412    | 125+2      | 218          | 315+1       | 510     | 111          |
| 2    | Jakub Brzeziński     | 218+2     | NU     | 315        | 125          | 218+3       |         | 81           |
| 3    | Filip Nivette        | NU        | 125+3  | 76+1       | NU           | 125+2       |         | 62           |
| 4    | Jarosław Kołtun      | 315       | 218    | 68         |              |             |         | 41           |
| 5    | Mariusz Stec         | NU        | NU     | 11         | 412+1        | 101         | 125+1   | 40           |
| 6    | Zbigniew Gabryś      | 68        |        | NU         | 315+3        | 412         |         | 38           |
| 7    | Łukasz Habaj         | NU        | 315    | 218+3      |              |             |         | 36           |
| 8    | Dariusz Poloński     | 510       | 11     | 84         | 76           | 510         |         | 30           |
| 9    | Maciej Rzeźnik       | 412+1     | 68     | NU         | 170+2        | NU          |         | 23           |
| 10   | Tomasz Gryc          | 14        | 12     | NU         | 101          | 84          | 315     | 20           |
| 11   | Jacek Jurecki        | 92        | NU     | 21         |              | 76          | 412     | 20           |
| 12   | Łukasz Kotarba       | NU        |        | NU         | 23           | 12          | 218     | 18           |
| 13   | Artur Banasiewicz    | 76        | NU     | 28         | 510          | 92          | NU      | 18           |
| 14   | Jan Chmielewski      | 39        | NU     | 92         | 68           | 13          | 11      | 10           |
| 15   | Grzegorz Dul         | 101       | NU     | NU         | NU           | 14          | 68      | 9            |
| 16   | Marcin Słobodzian    |           |        | 25         | NU           | 34          | 76+2    | 8            |
| 17   | Sławomir Strychalski | 15        |        | 14         | 13           | 28          | 84      | 4            |
| 18   | Dariusz Krupa        | 20        |        | NU         | 84           |             |         | 4            |
| 19   | Rafał Kręcioch       | 11        |        | 13         | 92           | 15          |         | 2            |
| 20   | Marcin Górny         | 13        |        | 15         | 12           | 27          | 92      | 2            |
| 21   | Marek Bugajski       | 38        |        | 101        | 11           | 11          | 18      | 1            |
| 22   | Łukasz Byśkiniewicz  |           | NU     | NU         |              | 33          | 101     | 1            |
| Poz. | Kierowca             | Świdnicki | Gdańsk | Rzeszowski | Nadwiślański | Dolnośląski | Arłamów | Suma punktów |

| Kolor     | Opis                   |
| --------- | ---------------------- |
| Złoty     | Zwycięzca              |
| Srebrny   | 2. miejsce             |
| Brązowy   | 3. miejsce             |
| Zielony   | Punktowane miejsce     |
| Niebieski | Ukończył nie punktował |
| Fioletowy | Nie ukończył NU        |
| Czarny    | Wykluczony X           |
| Biały     | Nie wystartował NW     |
| Puste     | Nie brał udziału       |

## Zwycięzcy klas, zespoły i kluby
W wykazach przedstawiających zwycięzców poszczególnych klas pogrubioną czcionką zaznaczono kierowców i pilotów, którzy zdobyli tytuły mistrza, wicemistrza i drugiego wicemistrza Polski.

### Klasyfikacja generalna w klasie 2WD[6]
| Miejsce | Kierowca         | Pilot           | Punkty |
| ------- | ---------------- | --------------- | ------ |
| 1       | Dariusz Poloński | Grzegorz Dobosz | 126    |
| 2       | Tomasz Gryc      | Michał Kuśnierz | 76     |
| 3       | Jan Chmielewski  | –               | 57     |

### Klasyfikacja generalna w klasie 2[7]
| Miejsce | Kierowca         | Pilot         | Punkty |
| ------- | ---------------- | ------------- | ------ |
| 1       | Grzegorz Grzyb   | Robert Hundla | 95     |
| 2       | Jakub Brzeziński | –             | 76     |
| 3       | Filip Nivette    | Kamil Heller  | 56     |

### Klasyfikacja generalna w klasie Open N[8]
| Miejsce | Kierowca          | Pilot              | Punkty |
| ------- | ----------------- | ------------------ | ------ |
| 1       | Mariusz Stec      | –                  | 101    |
| 2       | Artur Banasiewicz | Paweł Drahan       | 73     |
| 3       | Maciej Rzeźnik    | Bogusław Browiński | 55     |

### Klasyfikacja generalna w klasie HR2[9]
| Miejsce | Kierowca       | Pilot         | Punkty |
| ------- | -------------- | ------------- | ------ |
| 1       | Paweł Grzywacz | Błażej Czekan | 50     |

### Klasyfikacja generalna w klasie Open 2WD[10]
| Miejsce | Kierowca          | Pilot          | Punkty |
| ------- | ----------------- | -------------- | ------ |
| 1       | Jan Chmielewski   | –              | 110    |
| 2       | Andrzej Borkowski | Piotr Białowąs | 81     |
| 3       | Robert Halicki    | Tomasz Tkacz   | 62     |

### Klasyfikacja generalna w klasie 4[11]
| Miejsce | Kierowca         | Pilot           | Punkty |
| ------- | ---------------- | --------------- | ------ |
| 1       | Dariusz Poloński | Grzegorz Dobosz | 125    |
| 2       | Tomasz Gryc      | Michał Kuśnierz | 86     |
| 3       | Jacek Jurecki    | Michał Trela    | 63     |

### Klasyfikacja generalna w klasie 4F[12]
| Miejsce | Kierowca             | Pilot        | Punkty |
| ------- | -------------------- | ------------ | ------ |
| 1       | Rafał Kręcioch       | Tomasz Borko | 100    |
| 2       | Rafał Stalmach       | –            | 88     |
| 3       | Sławomir Strychalski | –            | 80     |

### Klasyfikacja generalna w klasie 4N[13]
| Miejsce | Kierowca     | Pilot           | Punkty |
| ------- | ------------ | --------------- | ------ |
| 1       | Tomasz Pyra  | Agnieszka Pyra  | 86     |
| 2       | Janusz Knopt | Bartosz Rozkrut | 50     |

### Klasyfikacja generalna w klasie HR3[14]
| Miejsce | Kierowca         | Pilot           | Punkty |
| ------- | ---------------- | --------------- | ------ |
| 1       | Paweł Winczaszek | Jarosław Kohut  | 68     |
| 2       | Grzegorz Zych    | Paweł Duniewicz | 40     |

### Klasyfikacja generalna w klasie HR4[15]
| Miejsce | Kierowca        | Pilot                 | Punkty |
| ------- | --------------- | --------------------- | ------ |
| 1       | Marcin Kurp     | Bożydar Grzywaczewski | 108    |
| 2       | Tomasz Orłowski | –                     | 70     |
| 3       | Maciej Rawski   | Michał Lipowiecki     | 57     |

### Klasyfikacja klubowa[16]
| Miejsce | Klub                     | Punkty |
| ------- | ------------------------ | ------ |
| 1       | Automobilklub Polski     | 382    |
| 2       | Automobilklub Beskidzki  | 241    |
| 3       | Stowarzyszenie Speedstar | 198    |

### Klasyfikacja Zespołów Sponsorskich[17]
| Miejsce | Zespół          | Punkty |
| ------- | --------------- | ------ |
| 1       | Rallytechnology | 225    |
| 2       | Stec Rally Rent | 79     |